# Gorg de Saladic
El Gorg de Saladic és un gorg del terme municipal de Monistrol de Calders, a la comarca del Moianès.
Està situat a prop i a llevant del poble de Monistrol de Calders, a sota i també a llevant de la masia de Saladic. El forma la riera de Sant Joan en una zona on travessa unes grans lloses de pedra. És un dels llocs emblemàtics del poble, molt concorregut per propis i forasters a l'època estival.